# Slatograd
Slatograd (auch Zlatograd geschrieben, bulgarisch Златоград zu dt. Goldstadt) ist eine Stadt im Süden Bulgariens nahe der Grenze zu Griechenland. Die Stadt ist Sitz der gleichnamigen Gemeinde und befindet sich im Bezirk/Oblast Smoljan. Zusammen mit dem weiter westlich gelegenen Petritsch gehört Slatograd zu den südlichsten Städten Bulgariens. 
Mit Slatograd ist das Lied Izlel je Delyo Haydutin verbunden, ein bulgarischer Beitrag für die Voyager Golden Record. Seit 2005 ist die Stadt Namensgeber für den Zlatograd Rock, einen Berg auf der Livingston-Insel in der Antarktis. Die Stadt und die Umgebung sind Austragungsort des Ultramarathons K3 Ultra.

## Geographie und Natur

### Lage

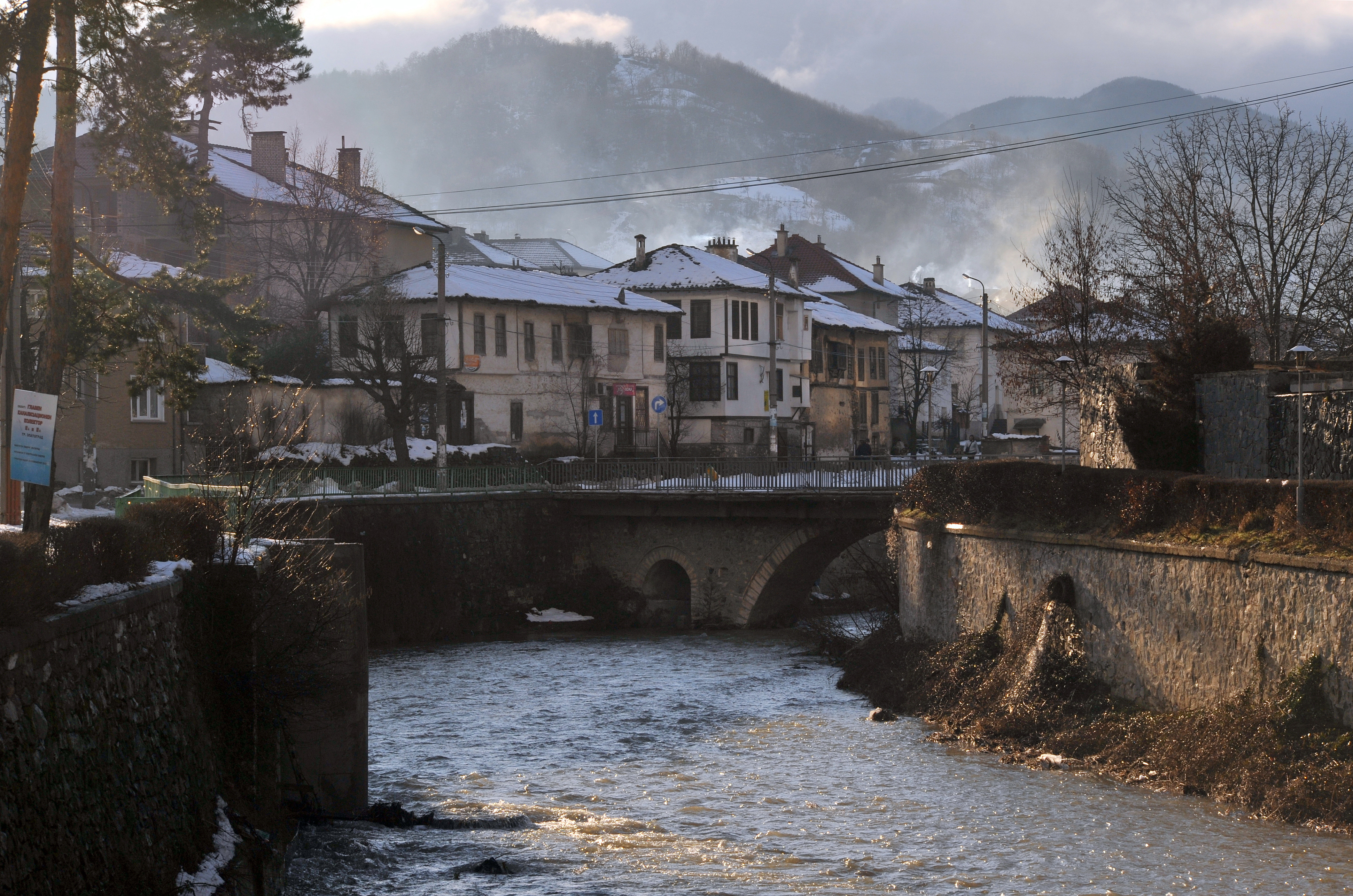
Die Innenstadt nach der Mündung der Flüsse Goljama reka und Malka reka

Slatograd liegt im Süden des Landes, im südöstlichen Rhodopen-Gebirge im Tal der Flüsse Goljama reka (Голяма река) und Malka reka (Малка река) die sich im Stadtzentrum der Stadt zum Warbiza, vereinen. Der Warbiza-Fluss, ein Zufluss der Arda, fließt in östlicher Richtung und mündet in der Talsperre Studen kladenez.
Die Zufahrt nach Slatograd ist nur über den Straßenverkehr möglich. Die Stadt liegt rund 300 km südöstlich der bulgarischen Hauptstadt Sofia, 70 km östlich vom Skikurort Pamporowo und ca. 4 km vom bulgarisch-griechischen Grenzübergang Slatograd-Thermes entfernt. Über letzterem ist Slatograd ca. 60 km in nördlicher Richtung von der griechischen Autobahn Egnatia Odos bei Xanthi entfernt. Die Ägäis ist via dem Grenzübergang in 75 km zu erreichen und die nächstgelegenen Flughäfen befinden sich in Kavala (95 km entfernt) und Plowdiw (140 km entfernt).

### Stadtgliederung
Die Stadt gliedert sich in viel Stadtvierteln, Isgrew, Trakija, Granitschar und Wasraschdane.

### Klima
Klimatisch gehört die Region zur kontinental-mediterranen Klimaregion, zur südbulgarischen Klimasubregion und zur östlichen Rhodopen-Mittelgebirgs-Klimaregion. In den Mittelgebirgsregionen herrscht gemäßigtes Kontinentalklima mit deutlichem Einfluss des Ägäisches Meer vor, während in den Bergregionen das Abnahme der Temperatur, Zunahme der Niederschlagsmenge und der Geschwindigkeit. Die durchschnittliche jährliche Lufttemperatur in Slatograd beträgt 12,2 C. Das Klima ist geprägt von gemäßigten Sommern und relativ milde Winter. Die Extremwerte der durchschnittlichen jährlichen Höchst- und Tiefsttemperaturen liegen bei 17,1 C bzw. 4,9 C, wobei das durchschnittliche monatliche Maximum im August (28,4 C) und das durchschnittliche monatliche Minimum im Januar (−2,1 C) liegt. Das Klima in der Gemeinde ist gekennzeichnet durch einen regnerischen Frühling, einen kühlen Sommer, einen sonnigen Herbst, relativ milder Winter, große jährliche Lufttemperaturamplitude (19,8 C).

### Gewässer
Durch das Gebiet der Gemeinde Slatograd verläuft die Warbiza. Die Warbiza hat eine Gesamtlänge von 98,1 km und einem Einzugsgebiet von 1202,8 km², dem größten in Bulgarien. Der Fluss entspringt durch den Zusammenschluss der Goljama reka und Malka reka im Zentrum der Stadt. Der natürliche Verlauf beider Flüsse wurde in der Vergangenheit durch hydrologische Bauwerke verändert: im Verlauf des Malka reka befindet sich der Staudamm Slatograd und im Verlauf der Goljama reka die Talsperre Erma. Neben dem gleichnamigen Staudamm befindet sich ca. 3,5 km westlich der Stadt, in Richtung des Dorfes Alamowzi, die Talsperre Slatograd ebenfalls im Gebiet der Gemeinde.

## Gemeindegliederung

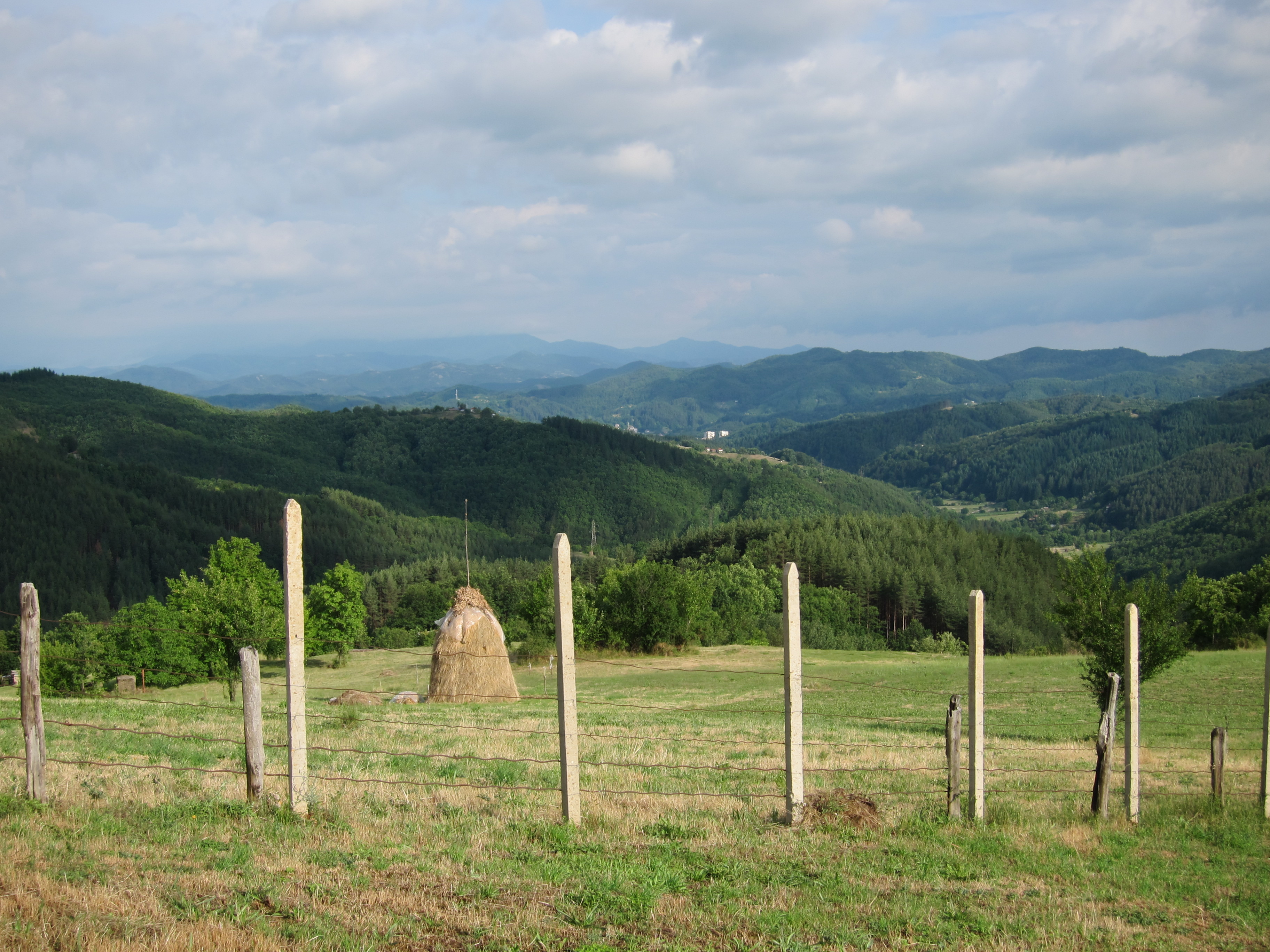
Blick von Starzewo aus über die Bergkämmen der Rhodopen Richtung Slatograd.

Die Gemeinde Slatograd gliedert sich in folgenden Ortschaften auf:
| - Alamowzi - Dolen - Erma Reka - Slatograd - Kuschla | - Presoka - Starzewo - Straschimir - Fabrika - Zazarowzi |

## Geschichte
Erste Siedlungsspuren wurden mit einer antiken thrakischen Bestattung auf dem Bergrücken gegenüber dem Hügel Sweta Nedelja gefunden. Neben einem Skelett und einem Pferdekopf enthielt sie Fibeln und maronische Münzen, die über 2.000 Jahre alt sind. In der Nähe der Stadt, namentlich in den Gegenden Choinewi Laki und Dscherakowi Niwi, wurden mittelalterliche Nekropolen der frühchristlichen Zeit sowie aus der Zeit aus dem 10. bis 12. Jahrhundert entdeckt. In der ganzen Gegend gibt es Spuren einer alten Besiedlung – beispielshalber Ruinen von Kirchen, Festungsmauern, Straßen und Brücken. Auf dem Hügel Sweta Nedelja, der sich ca. 8 km nordwestlich des Stadtzentrums erhebt, wurden Reste einer Klosterfestung lokalisiert. Es ist jedoch nicht bekannt, in welchem Ausmaß die unmittelbare Region bei den Überfällen durch die Katalanische Kompanie Anfang des 13. Jahrhunderts in Mitleidenschaft gezogen wurde, zumal sie von Thrakien bis nach Thessalien eine Spur der Verwüstung hinterließ.
Zur osmanischen Zeit trug die Stadt den Namen Darıdere (Даръдере), doch auch der Namen Belowidowo (Беловидово) war in der Vergangenheit bekannt. Etymologisch gibt es zwei führende Theorien für Darıdere oder Darı-dere (Даръ-Дере), die erste leitet den Namen aus Darı, das türkische Wort für Hirse ab, die jedoch kein Bezug als Anbaukultur zu Stadt und Region hat. Eine weitere leitet den Namen als Dar-ı-Daare (Дер-и-Дааре) ab, was wiederum als „Tor des üppigen Wassers“ übersetzt werden könnte. Aus den osmanischen Registern, den sogenannten Tahrir-Büchern, ist ebenfalls überliefert, dass zu diesem Zeitpunkt Slatograd der Hauptort eines gleichnamigen Gerichtsbezirks war. Nach den Tahrir-Büchern wurden für das Jahr 1528 fünfzehn Muslimische und neununddreißig nichtmuslimische (ca. 260–270 Einwohner), im Jahr 1558 achtunddreißig muslimische und sechzig christliche (ca. 490–500 Einwohner), und im Jahr 1590 achtunddreißig muslimische und 150 christliche Haushalte (ca. 940–950 Einwohner) gezählt.

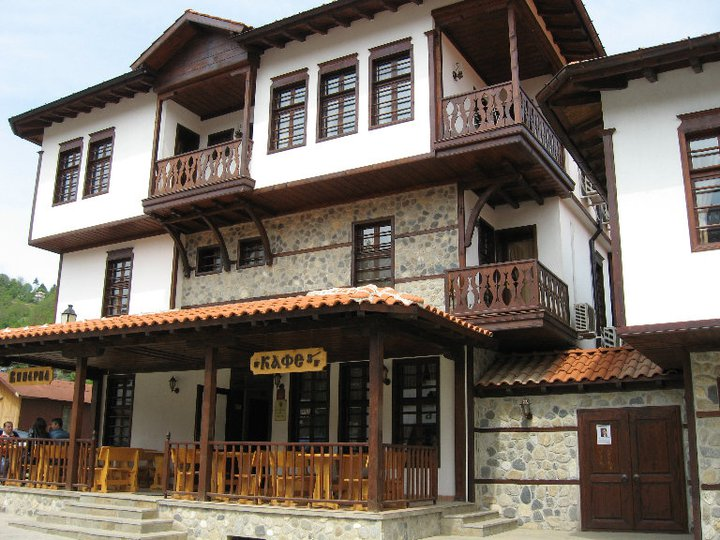
Typisches Haus der Aufklärungszeit

Im 19. Jahrhundert wurde Darıdere ein Bezirkszentrum mit drei Unterbezirken namens Akpınar (heute Bjal Iswor) und Şahin (heute Ekhinos in Griechenland) sowie ein weiteres, welches siebenundzwanzig Dörfern umfasste. In Darıdere und Şahin existierten zu dieser Zeit mehrere Moscheen, Medressen und Tekkes und beide Orte gehörten damit zu den wichtigsten islamischen Zentren der Region. Darüber hinaus war Darıdere ein Zentrum der Bulgarischen Aufklärung und hier existierte seit 1834 eine bulgarische Klosterschule – eine der ältesten in der gesamten Rhodopen-Region. Aus dem gleichen Jahr stammt auch die Kirche Hl. Mariä Himmelfahrt, ebenfalls eine der ältesten in den Rhodopen. Aus dem Jahr 1852 stammt die so genannte Slatograder Sammlung (bulgarisch Златоградски писмовник Slatogradski pismownik), ein handgeschriebenes Lehrbuch des Lehrers und Händlers Kostadin Aleksandrow. 1871 wurde die Georgskirche fertig gestellt und an ihr eine weltliche Gesamtschule nach dem Lancaster-Schulmethode abgegliedert. In dieser Zeit war die bulgarische Bevölkerung im Rat, der Handelskammer, der Landwirtschaftsbank und dem Gemeinderat vertreten, der zur Hälfte aus Christen bestand. Bulgarische Quellen aus dieser Zeit erwähnen auch die hochentwickelte Aba-Weberei, das Kunsthandwerk, die Viehzucht und den Handel in der Region. Diese Situation lässt sich leicht an den reichen Häusern nachvollziehen, die denjenigen in Plowdiw oder Xanthi nachempfunden und von denen heute etwa 100 restauriert und unter Schutz gestellt wurden.
Im Winter 1877–1878 wurde Darıdere während des Russisch-Osmanischen Krieges (1877–1878) kurzzeitig von russischen Truppen besetzt, verblieb nach den Berliner Kongress jedoch osmanisch. In den Balkankriegen 1912/13 wurden die Stadt und die umliegenden Regionen schließlich von Bulgarien erobert. Damals machten Pomaken einen wesentlichen Anteil der Bevölkerung aus. Nach dem Friede von Bukarest wurde Darıdere bulgarisch, der südliche Teil der Altstadt von Elmalı, Ilıca und vor allem Şahin mit seinen historischen Denkmälern, Moscheen und Medressen wurde jedoch Griechenland überlassen. Dieser Teil Griechenlands war seitdem bis zum Beitritt Bulgariens in der NATO 2004 ein geschlossenes Militärgebiet.
Nach dem Putsch am 19. Mai 1934, als mit drei Verordnungen 956 bulgarischen Ortschaften umbenannt wurden, erhielt die Stadt ihren heutigen Namen Slatograd, zu Dt. »Stadt des Goldes«.
Im Jahr 1985 wurden im Rahmen der Bulgarisierungskampagne der Regierung Schiwkow alle bestehenden Moscheen und moslemischen Friedhöfe der Region zerstört, in der Stadt selbst fielen alle 4 Moscheen der Kampagne zum Opfer. Erst nach dem Fall des Kommunismus 1990 konnten Moscheen wiederhergestellt werden, sodass heute in der Stadt 2 Moscheen existieren. Die neueste, bekannt als die Neue Moschee wurde 2014 eröffnet und ist eine der modernsten in der Rhodopen-Region. Bis heute wird die Stadt mit einem Anteil von über 70 % von muslimischen Bulgaren bewohnt. Christliche Bulgaren machen knapp 25 % der Bevölkerung aus; daneben leben auch türkische Muslime in der Stadt.

## Bevölkerung

### Bevölkerungsstruktur
Da die erste nach der Aufnahme Bulgariens in die Europäische Union durchgeführte Volkszählung EU-Vorgaben unterlag, gab es 2011 erstmals die Möglichkeit, Fragen nach ethnischer und religiöser Zugehörigkeit sowie nach der Muttersprache nicht zu beantworten. So beantworteten in Slatograd nur 5271 Bürger die Frage nach der ethnischen Zugehörigkeit, von ihnen bezeichneten sich 5185 als Bulgaren, 30 als Türken, 17 gaben eine weitere ethnische Zugehörigkeit an.
Die Frage nach der religiöser Zugehörigkeit beantworteten nur 4.875 Personen in der gesamten Gemeinde Slatograd. So bezeichneten sich 1161 Personen als ostorthodoxe Christen, 1251 Personen als Muslime und weitere 39 als Protestanten. 1.714 Personen machten keine Angaben und 710 Personen gaben „keine Religion“ an, was 49,7 % derjenigen entspricht, die die Frage nach ihrer Religion beantwortet haben.

### Einwohnerentwicklung
Einwohnerzahlen richten sich nach dem jeweiligen Gebietsstand. Die Zahlen sind Volkszählungsergebnisse (¹), Schätzungen (²) oder amtliche Fortschreibungen der Statistischen Ämter (³).
| Jahr   | Einwohner |
| ------ | --------- |
| 1999 ³ | 9.362     |
| 2009 ¹ | 8.265     |
| 2021 ¹ | 6.113     |

## Politik

### Stadtrat
Der Stadtrat von Slatograd besteht aus dem Oberbürgermeister und der von der Gemeindeordnung vorgeschriebenen Anzahl von 17 Stadtratsmitgliedern. Alle vier Jahre wird der Stadtrat neu gewählt, die nächste Wahl ist im Jahr 2023. Die Sitzverteilung des Stadtrats stellt sich seit der letzten Kommunalwahlen am 27. Oktober 2019, mit einer Wahlbeteiligung von 62,31 %, wie folgt dar:
| Partei                               | Wahlergebnis in % | Wählerstimmen | Sitze |
| ------------------------------------ | ----------------- | ------------- | ----- |
| GERB                                 | 34,63 %           | 1.891         | 6     |
| Koalition Grüne Partei-IMRO – BND    | 24,49 %           | 1.337         | 5     |
| Bulgarische Sozialistische Partei    | 21,47 %           | 1.172         | 4     |
| Demokraten für ein starkes Bulgarien | 4,16 %            | 720           | 2     |

### Bürgermeister
Seit den Kommunalwahlen 2011 ist Miroslaw Jantschew als Oberbürgermeister im Amt tätig. Der GERB-Politiker konnte bei den letzten Kommunalwahlen 2019 mit 60,20 Prozent der Stimmen die Wahlen im ersten Wahlgang für sich entscheiden. Der Zweitplatzierte Emil Chumtschew als Kandidat der Sozialisten überzeugte nur 34,12 Prozent der Wähler.

### Städtepartnerschaften
Slatograd arbeitet mit der Partnerstadt Chrysoupoli aus Griechenland auf den Gebieten Ökologie, Städteplanung, Kultur, Bildung und Tourismus zusammen.

## Verkehr
Der Zugang zur Stadt und Gemeinde ist nur über den Straßenverkehr möglich. Die Eröffnung des Grenzzugangs Slatograd-Thermes 2010 hat neue Verkehrskorridore mit Griechenland geschaffen und den Transitverkehr erhöht. Die Anzahl der Fahrzeuge, die nach und aus Griechenland fahren, ist groß und der Verkehr ist besonders intensiv während der Sommersaison.
Der überregionale Öffentlichen Personen- und Güterverkehr ist gut ausgebaut und Verkehrsverbindungen sind in fast alle Richtungen vorhanden. Regelmäßige Busverbindungen verbinden sie Stadt Slatograd mit den Städten Sofia, Plowdiw, Warna, Kardschali, Chaskowo, Stara Sagora und Burgas, Smoljan, Pamporowo, Assenowgrad und Sonnenstrand.
Innerhalb der Stadt existieren keine Buslinien und zwischen den Gemeindeorte existiert keinen regelmäßigen Öffentlichen-Nahverkehr. Die Verbindungen werden nach einem festgelegten Verkehrsplan durchgeführt, der entsprechend den tatsächlichen Bedürfnissen der Bevölkerung entwickelt wurde. Für die größeren Siedlungen der Gemeinde gibt es tägliche Verkehrsverbindungen, die sich nach dem potenziellen Fahrgastaufkommen richten. Dabei werden täglich zwischen 2 und 4 Fahrten durchgeführt. Kleinere Dörfer der Gemeinde sind ebenfalls an das Gemeinzentrum angeschlossen, die Verbindungen sind aber nicht täglich.

## Mit der Stadt verbundenen Personen
- Delju Wojwoda (* 18. Jahrhundert), Wojwode und Chajduk
- Weli Tschauschew (1934–2018), bulgarischer Schauspieler
- Wiktor Kalew (* 1969), bulgarischer Schauspieler
- Mira Dobrewa (* 1972), Journalistin und Sprecherin des Eurovision Song Contest 2007